# 能代市

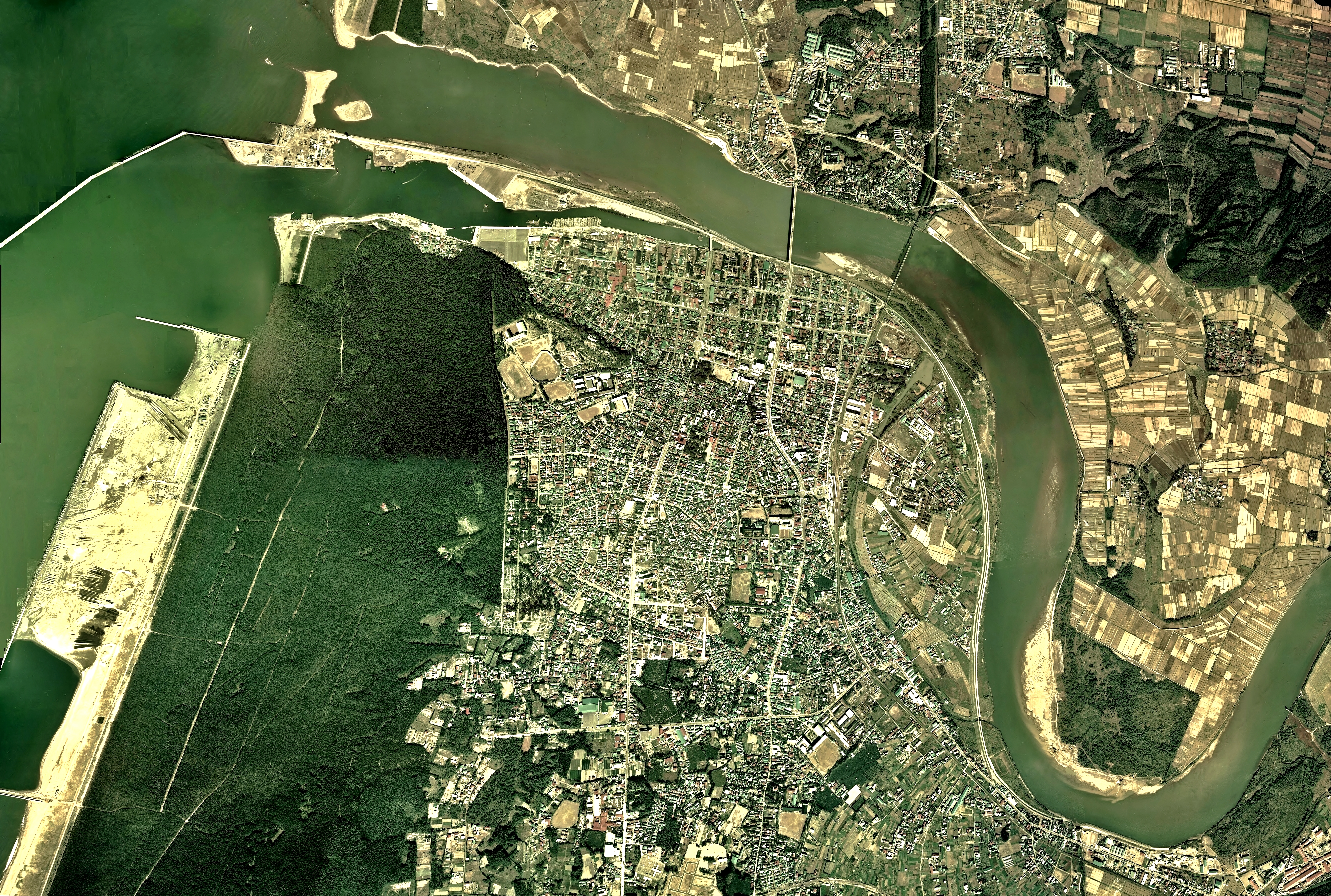
能代市中心部周辺の空中写真。米代川河口左岸に市街地が形成され、日本海と市街地の間には広大な防風林（風の松原）が広がる。1975年撮影の18枚を合成作成。
。

能代市（のしろし）は、秋田県の北部に位置し、日本海に面する市。県内第二位の財政指数を誇り秋田県内でも有数の経済及び主要都市である。
秋田杉の木材加工で栄え「東洋一の木都」と称された。能代工業高等学校 のバスケットボールでの活躍が有名で、1989年度（平成元年度）からバスケットボールの街づくり事業に取り組んでいる。このほか「宇宙のまち能代」を推進している。
なお、同名の市を前身にもつが、法律上は全く別個の地方公共団体である。

## 地理
市域のほとんどは能代平野に属する平坦地だが、三種町との境付近や海岸部には丘陵がある。また、東部は米代川流域を除き山地が広がる。
- 山：焼山 (963.1m)、茂谷山、白津山、七座山、房住山
- 河川：米代川
- 湖沼：浅内沼、小友沼 - ため池百選、田代潟、三頭沼

米代川
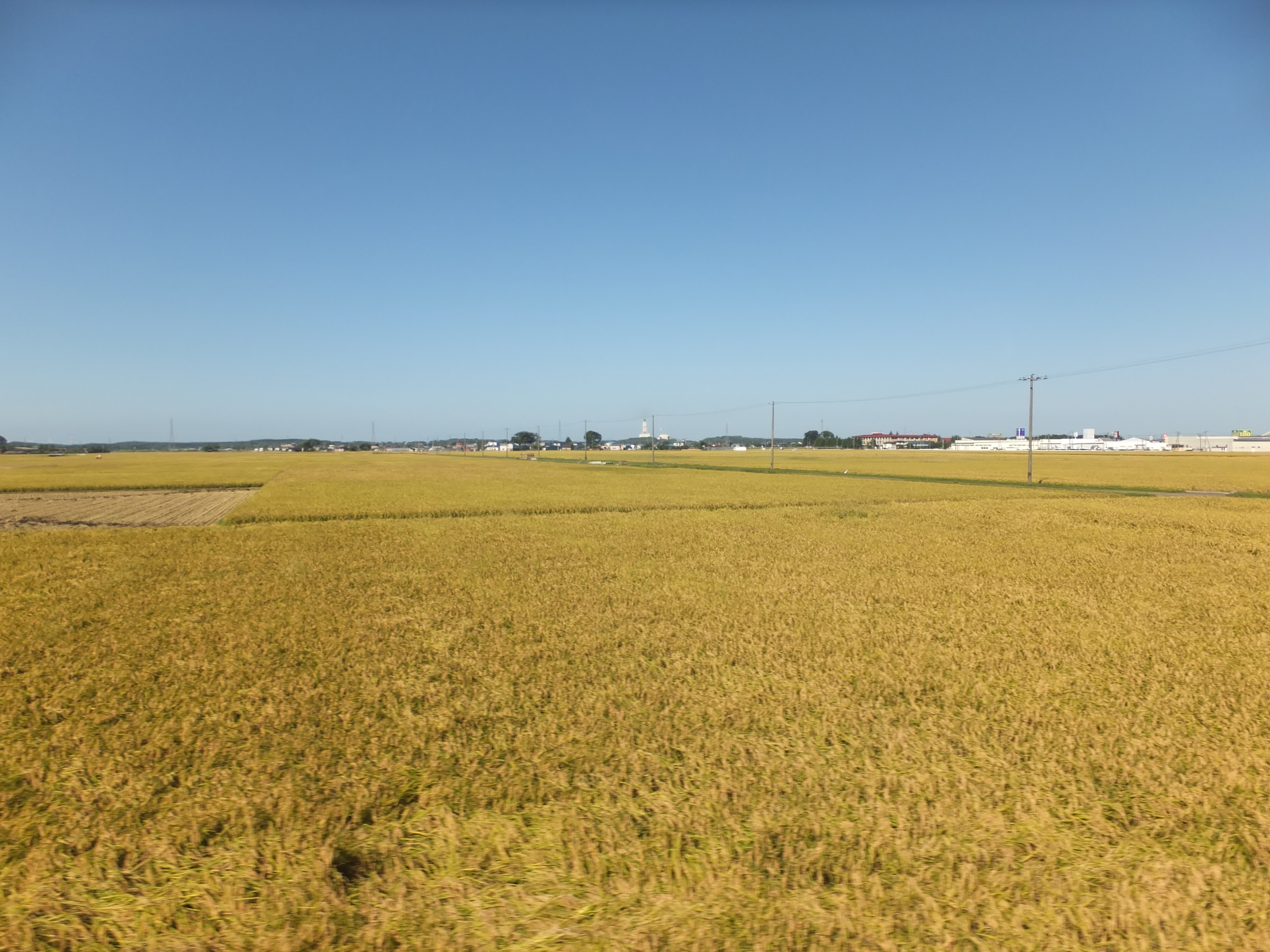
能代平野の水田

## 隣接する自治体
- 北秋田市
- 山本郡藤里町
- 山本郡三種町
- 山本郡八峰町
- 北秋田郡上小阿仁村

## 歴史
能代が初めて文献に登場したのは斉明天皇4年（658年）、阿倍比羅夫が蝦夷征伐のために「渟代」（ぬしろ）に上陸したことで、これは日本書紀に記されている。また、宝亀2年（771年）には「野代湊」（現能代港）に渤海の使節来港、宝永元年（1704年）には現在の「能代」に改称という記録がある。ただし、厳密にはこれらの地名は現在の能代周辺を指すのではなく、渟代は八郎潟湖以北の主に海岸部を、野代は米代川流域を指したものであったと考えられている。その後は中世に檜山安東氏が檜山城を築き、明治には材木の加工が活性化するなどして港の交易を中心として発展した。

### 名称
能代の地名は『日本書紀』において「斉明天皇4年（658年）4月、越国守阿倍比羅夫が軍船180隻を引いて蝦夷を伐つ、齶田（飽田）・渟代二郡の蝦夷望み恐じて降わんと乞う」と「渟代」の名で登場して以後1300年以上続いている。これは現在の秋田である齶田と並んで県内でも有数の歴史ある地名といえるものである。当時の渟代の読みである「ヌシロ」という地名の由来を、当時この地方に居た蝦夷すなわちアイヌの言語で「台地上の草原地」を意味するという「ヌプシル」(nup-sir) からの転語とする説もあるが、正確な語源は定かではない。
『続日本紀』では「宝亀2年（771年）渤海使青綬大夫・壱万福等325人、船17隻に駕し出羽国賊地・野代湊に着く」と「野代湊」の名が記され、「渟代」から「野代」へと表記が変わっている。
野代から能代への漢字の変遷は、元禄7年（1694年）および宝永元年（1704年）に大震災が起こり、「野代」という地名が「野に代わる」と読めることから、「よく代わる」と読める能代と改めたためである。実際に能代に改名してから1983年の日本海中部地震が起きるまでは地震の被害はなかった。なお、渟代という地名は現在も渟城（ていじょう）という字をあて小学校の校名など一部で使われている。

### 年表
- 1940年（昭和15年）10月1日 - 山本郡能代港町・東雲村・榊村が新設合併し、能代市が発足[2]。
- 1942年（昭和17年）4月1日 - 山本郡扇淵村を能代市へ編入。
- 1949年（昭和24年）2月20日 - 能代大火（第一次）。市内の清助町の工場から出火し、市役所のほか、家屋2044戸が全焼。死者4人、負傷者150人[3]。
- 1955年（昭和30年）4月1日 - 山本郡檜山町・浅内村・鶴形村・常盤村を能代市へ編入。
- 1956年（昭和31年）3月20日 - 能代大火（第二次）。
- 2006年（平成18年）3月21日 - 能代市と山本郡二ツ井町が新設合併し、改めて能代市が発足。
- 2017年（平成29年）1月4日 - 市役所の新庁舎が第1庁舎南隣に完成し、この日より新庁舎での業務を開始する。

## 行政
※右記は合併前の旧・能代市のデータ。

### 旧・能代市長
| 代        | 氏名       |
| --------- | ---------- |
| 初代      | 佐藤宗二   |
| 2代       | 桜井敏雄   |
| 3 - 5代   | 柳谷清三郎 |
| 6 - 8代   | 豊沢勇治   |
| 9 - 10代  | 柳谷清三郎 |
| 11 - 13代 | 西村節朗   |
| 14 - 17代 | 宮腰洋逸   |
| 18代      | 豊沢有兄   |

### 現・能代市長
職務執行者…丸岡一直（旧・二ツ井町長、2006年3月21日 - 2006年4月22日）
初代…斉藤滋宣（元・参議院議員、秋田県議会議員、2006年4月23日 - 、現在5期目）

### 市議会
- 定数は20人[4]

## 気候
| 能代（1991-）の気候      | 能代（1991-）の気候 | 能代（1991-）の気候 | 能代（1991-）の気候 | 能代（1991-）の気候 | 能代（1991-）の気候 | 能代（1991-）の気候 | 能代（1991-）の気候 | 能代（1991-）の気候 | 能代（1991-）の気候 | 能代（1991-）の気候 | 能代（1991-）の気候 | 能代（1991-）の気候 | 能代（1991-）の気候 |
| 月                       | 1月                 | 2月                 | 3月                 | 4月                 | 5月                 | 6月                 | 7月                 | 8月                 | 9月                 | 10月                | 11月                | 12月                | 年                  |
| ------------------------ | ------------------- | ------------------- | ------------------- | ------------------- | ------------------- | ------------------- | ------------------- | ------------------- | ------------------- | ------------------- | ------------------- | ------------------- | ------------------- |
| 最高気温記録 °C （°F）   | 11.6 (52.9)         | 19.2 (66.6)         | 23.9 (75)           | 27.1 (80.8)         | 30.7 (87.3)         | 33.1 (91.6)         | 36.8 (98.2)         | 39.1 (102.4)        | 37.7 (99.9)         | 27.5 (81.5)         | 23.5 (74.3)         | 16.1 (61)           | 39.1 (102.4)        |
| 平均最高気温 °C （°F）   | 2.9 (37.2)          | 3.7 (38.7)          | 7.5 (45.5)          | 13.6 (56.5)         | 19.1 (66.4)         | 23.2 (73.8)         | 26.7 (80.1)         | 28.7 (83.7)         | 24.9 (76.8)         | 18.5 (65.3)         | 11.9 (53.4)         | 5.7 (42.3)          | 15.5 (59.9)         |
| 日平均気温 °C （°F）     | 0.2 (32.4)          | 0.6 (33.1)          | 3.6 (38.5)          | 9.0 (48.2)          | 14.5 (58.1)         | 18.9 (66)           | 22.8 (73)           | 24.3 (75.7)         | 20.3 (68.5)         | 13.9 (57)           | 7.9 (46.2)          | 2.6 (36.7)          | 11.5 (52.7)         |
| 平均最低気温 °C （°F）   | −2.5 (27.5)         | −2.4 (27.7)         | 0.0 (32)            | 4.4 (39.9)          | 10.3 (50.5)         | 15.2 (59.4)         | 19.6 (67.3)         | 20.6 (69.1)         | 16.1 (61)           | 9.7 (49.5)          | 4.1 (39.4)          | −0.3 (31.5)         | 7.9 (46.2)          |
| 最低気温記録 °C （°F）   | −12.4 (9.7)         | −12.4 (9.7)         | −10.5 (13.1)        | −4.5 (23.9)         | 0.0 (32)            | 5.8 (42.4)          | 11.5 (52.7)         | 12.4 (54.3)         | 6.1 (43)            | 1.4 (34.5)          | −4.1 (24.6)         | −8.8 (16.2)         | −12.4 (9.7)         |
| 降水量 mm （inch）       | 114.8 (4.52)        | 86.0 (3.386)        | 79.5 (3.13)         | 86.3 (3.398)        | 105.5 (4.154)       | 100.2 (3.945)       | 162.5 (6.398)       | 155.9 (6.138)       | 154.6 (6.087)       | 147.7 (5.815)       | 157.5 (6.201)       | 143.9 (5.665)       | 1,494.4 (58.835)    |
| 降雪量 cm （inch）       | 129 (50.8)          | 106 (41.7)          | 30 (11.8)           | 1 (0.4)             | 0 (0)               | 0 (0)               | 0 (0)               | 0 (0)               | 0 (0)               | 0 (0)               | 5 (2)               | 66 (26)             | 337 (132.7)         |
| 平均降水日数 （≥1.0 mm） | 20.8                | 17.8                | 14.7                | 11.1                | 10.7                | 9.7                 | 11.2                | 10.3                | 11.6                | 14.1                | 17.4                | 21.6                | 171.0               |
| 平均月間日照時間         | 32.9                | 60.6                | 128.7               | 185.0               | 191.4               | 184.4               | 157.9               | 194.7               | 168.9               | 145.2               | 82.7                | 41.6                | 1,572.5             |
| 出典：気象庁             |                     |                     |                     |                     |                     |                     |                     |                     |                     |                     |                     |                     |                     |

## 姉妹都市・提携都市

### 海外
- アメリカ合衆国アラスカ州 ランゲル
1960年（昭和35年）12月16日、姉妹都市提携。

### 国内
- 銀河連邦 - 当時の宇宙科学研究所の研究施設があった市町による友好都市（カクダ共和国は、宇宙科学研究所の施設は存在せず、同研究所の後身であるJAXAの施設が所在することに由来）
  - サンリクオオフナト共和国（岩手県大船渡市）- 提携当時はサンリク共和国（岩手県気仙郡三陸町）
  - サク共和国（長野県佐久市）- 提携当時はウスダ共和国（長野県南佐久郡臼田町）
  - サガミハラ共和国（神奈川県相模原市）
  - ウチノウラキモツキ共和国（鹿児島県肝属郡肝付町）- 提携当時はウチノウラ共和国（鹿児島県肝属郡内之浦町）
  - タイキ共和国（北海道広尾郡大樹町）- 2010年加盟。
  - カクダ共和国（宮城県角田市）- 2016年加盟。

1987年（昭和62年）11月8日友好都市提携（建国と称する）
- 東京都豊島区
2013年（平成13年）1月19日教育連携協定（全国初）
2013年（平成13年）4月4日災害時相互応援協定

## 地域

### 市役所庁舎

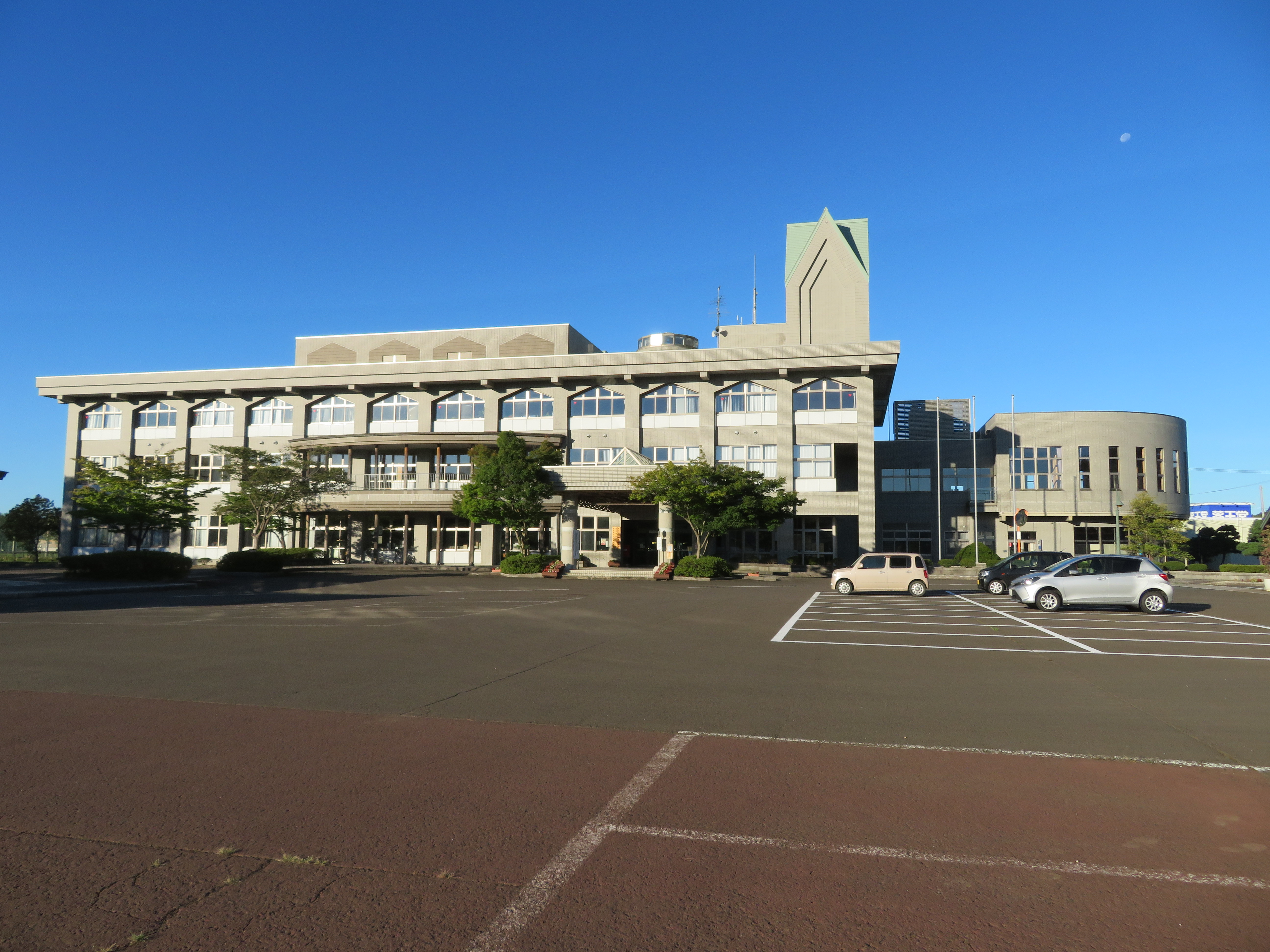
二ツ井町庁舎

- 本庁舎 〒016-8501 能代市上町1番3号(第1庁舎および所在地)
本庁舎は、新本庁舎本体および第1庁舎、第4庁舎、第5庁舎および仮設庁舎(後述)の5つの建物から構成される。第4および第5庁舎は、道路を挟んで向かいなど、それぞれが別位置に所在するが、能代市では本庁舎と同一住所(専用郵便番号を含む)で案内している。
  - 仮設庁舎 〒016-0817 能代市上町4番37号(旧・能代市立渟城第二小学校の跡地)
  - 公営企業庁舎 〒016-0817 能代市上町11番26号
- 二ツ井町庁舎 〒018-3192 能代市二ツ井町字上台1番地の1

本庁舎については、第1庁舎と同じ敷地内に所在した第2庁舎および第3庁舎(および渡り廊下を含む第1庁舎付属屋)を取り壊し、その跡地に新本庁舎として、2017年1月4日に稼働開始され、第1庁舎と旧議会棟の改修工事および新庁舎とのアプローチ屋の設置のため、一部の部署が仮設庁舎内に引き続きないしは入れ替わる形で引き続き使用されている。なお、第1庁舎と旧議事堂棟は、戦後の能代大火の復興建築として建築された建物であり、歴史的価値が高いとされるため、保存か解体かで論議がされたことがある。
元々第2および第3庁舎にあった部局は、廃校となった旧能代市立渟城第二小学校の校舎を仮設庁舎として使用していた。一部の部署は、本庁舎稼働後も引き続き仮設庁舎を利用している。また、第1庁舎の改修に伴い第1庁舎の部局が新庁舎に移行した部門と仮設庁舎に移行した部門とがあり、最終的な工事完了後に部局の配置が見直される方針となっている。

### 人口
| |                                        |  |
| 能代市と全国の年齢別人口分布（2005年） | 能代市の年齢・男女別人口分布（2005年） |  |
| ■紫色 ― 能代市 ■緑色 ― 日本全国 | ■青色 ― 男性 ■赤色 ― 女性              |  |
| 能代市（に相当する地域）の人口の推移 \| 1970年（昭和45年） \| 77,011人 \| \| \| 1975年（昭和50年） \| 75,177人 \| \| \| 1980年（昭和55年） \| 76,028人 \| \| \| 1985年（昭和60年） \| 73,649人 \| \| \| 1990年（平成2年） \| 69,516人 \| \| \| 1995年（平成7年） \| 67,816人 \| \| \| 2000年（平成12年） \| 65,237人 \| \| \| 2005年（平成17年） \| 62,858人 \| \| \| 2010年（平成22年） \| 59,084人 \| \| \| 2015年（平成27年） \| 54,730人 \| \| \| 2020年（令和2年） \| 49,968人 \| \| |                                        |  |
| 総務省統計局 国勢調査より |                                        |  |
| 1970年（昭和45年） | 77,011人                               |  |
| 1975年（昭和50年） | 75,177人                               |  |
| 1980年（昭和55年） | 76,028人                               |  |
| 1985年（昭和60年） | 73,649人                               |  |
| 1990年（平成2年） | 69,516人                               |  |
| 1995年（平成7年） | 67,816人                               |  |
| 2000年（平成12年） | 65,237人                               |  |
| 2005年（平成17年） | 62,858人                               |  |
| 2010年（平成22年） | 59,084人                               |  |
| 2015年（平成27年） | 54,730人                               |  |
| 2020年（令和2年） | 49,968人                               |  |

### 人口動態概要
2025年現在約4万人となっており人口減少が続いている。最盛期には8万人以上の人口を抱えていたが現在では最盛期の半分ほどの人口に留まっている。
| 実施年 | 能代市人口(人) | 旧能代市人口(人) | 旧二ツ井町人口(人) | 能代市増加数(人) | 旧能代市増加数(人) | 旧二ツ井町増加数(人) | 能代市増加率(%) | 旧能代市増加率(%) | 旧二ツ井町増加率(%) | 国内増加率(%) |
| ------ | -------------- | ---------------- | ------------------ | ---------------- | ------------------ | -------------------- | --------------- | ----------------- | ------------------- | ------------- |
| 1950年 | 81,906         | 61,842           | 20,064             | -                | -                  | -                    | -               | -                 | -                   | -             |
| 1955年 | 83,785         | 63,421           | 20,364             | 1,879            | 1,579              | 300                  | 2.3             | 2.6               | 1.5                 | 7.3           |
| 1960年 | 82,704         | 63,002           | 19,702             | 1,081            | 419                | 662                  | 1.3             | 0.7               | 3.3                 | 4.6           |
| 1965年 | 80,576         | 61,921           | 18,655             | 2,128            | 1,081              | 1,047                | 2.6             | 3.4               | 5.3                 | 5.2           |
| 1970年 | 77,011         | 59,795           | 17,216             | 3,565            | 3,126              | 439                  | 4.4             | 3.4               | 7.3                 | 5.5           |
| 1975年 | 75,177         | 59,215           | 15,962             | 1,834            | 580                | 1,254                | 2.4             | 1.0               | 7.7                 | 7.9           |
| 1980年 | 76,028         | 60,674           | 15,354             | 851              | 1,459              | 608                  | 1.1             | 2.5               | 3.7                 | 4.6           |
| 1985年 | 73,649         | 59,170           | 14,479             | 2,379            | 1,504              | 875                  | 3.1             | 2.5               | 5.8                 | 3.4           |
| 1990年 | 69,516         | 55,915           | 13,601             | 4,133            | 3,255              | 878                  | 5.6             | 5.5               | 6.1                 | 2.1           |
| 1995年 | 67,816         | 55,009           | 12,807             | 1,700            | 906                | 794                  | 2.4             | 1.6               | 5.8                 | 1.6           |
| 2000年 | 65,237         | 53,266           | 11,971             | 2,579            | 1,743              | 836                  | 3.8             | 3.2               | 6.5                 | 1.1           |
| 2005年 | 62,858         | 51,703           | 11,155             | 2,379            | 1,563              | 816                  | 3.6             | 2.9               | 7.2                 | 0.7           |
| 2010年 | 59,084         | 48,939           | 10,145             | 3,774            | 2,764              | 1,010                | 6.0             | 5.3               | 9.1                 | 0.2           |
| 2015年 | 54,730         | 45,811           | 8,919              | 4,354            | 3,128              | 1,226                | 7.4             | 6.4               | 12.1                | 0.8           |
| 2020年 | 49,968         | 42,117           | 7,851              | 4,762            | 3,694              | 1,068                | 8.7             | 8.1               | 12.0                | 0.8           |

### 能代市の地域別人口推移
深刻な人口減少が続いている。2024年8月時点の人口は4.6万人で最盛期(1955年=8.4万人)からほぼ半減した。県北の中心都市ではあるが、目立った産業もなく陸の孤島である事から高齢化率・人口減少率共に秋田県平均の数値を上回って推移している。
| 実施年                      | 旧能代市人口(人) | 旧二ツ井町人口(人) | 現能代市域人口(人) |
| --------------------------- | ---------------- | ------------------ | ------------------ |
| 1920年                      | 39,360           | 11,387             | 50,747             |
| 1955年                      | 63,421           | 20,364             | 83,785             |
| 1990年                      | 55,915           | 13,601             | 69,516             |
| 2020年                      | 42,117           | 7,851              | 49,968             |
| 1920年を100とした現在の人口 | 107              | 69                 | 98                 |

### 教育

#### 高等学校
- 秋田県立能代高等学校
- 秋田県立能代高等学校二ツ井キャンパス（定時制課程）
- 秋田県立能代松陽高等学校
- 秋田県立能代科学技術高等学校

#### 中学校
- 能代市立能代第一中学校
- 能代市立能代第二中学校
- 能代市立能代東中学校
- 能代市立東雲中学校
- 能代市立能代南中学校
- 能代市立二ツ井中学校

#### 小学校
- 能代市立渟城西小学校
- 能代市立渟城南小学校
- 能代市立第四小学校
- 能代市立第五小学校
- 能代市立向能代小学校
- 能代市立浅内小学校
- 能代市立二ツ井小学校

#### 特別支援学校
- 秋田県立能代支援学校

#### 専門学校
- 秋田しらかみ看護学院

### 社会教育
- 能代市文化会館
- 能代市立図書館
  - 能代市立能代図書館
  - 能代市立二ツ井図書館
- 能代市勤労青少年ホーム
- 能代市働く婦人の家
- 能代市子ども館
- 井坂記念館
- 能代山本広域交流センター
- 能代市技術開発センター「木の学校」

#### 公民館
- 能代市中央公民館
- 二ツ井公民館
- 鶴形公民館
- 檜山公民館
- 扇淵公民館
- 向能代公民館
- 南部公民館
- 東部公民館

#### 運動施設
- 能代市総合体育館
- 二ツ井町総合体育館
- アリナス
- 能代市民プール
- 能代球場
- 落合球技場
- 赤沼球場
- 能代市陸上競技場
- 能代市B&G海洋センター

### 研究・教育機関
- 宇宙航空研究開発機構能代多目的実験場
- 秋田県立大学木材高度加工研究所

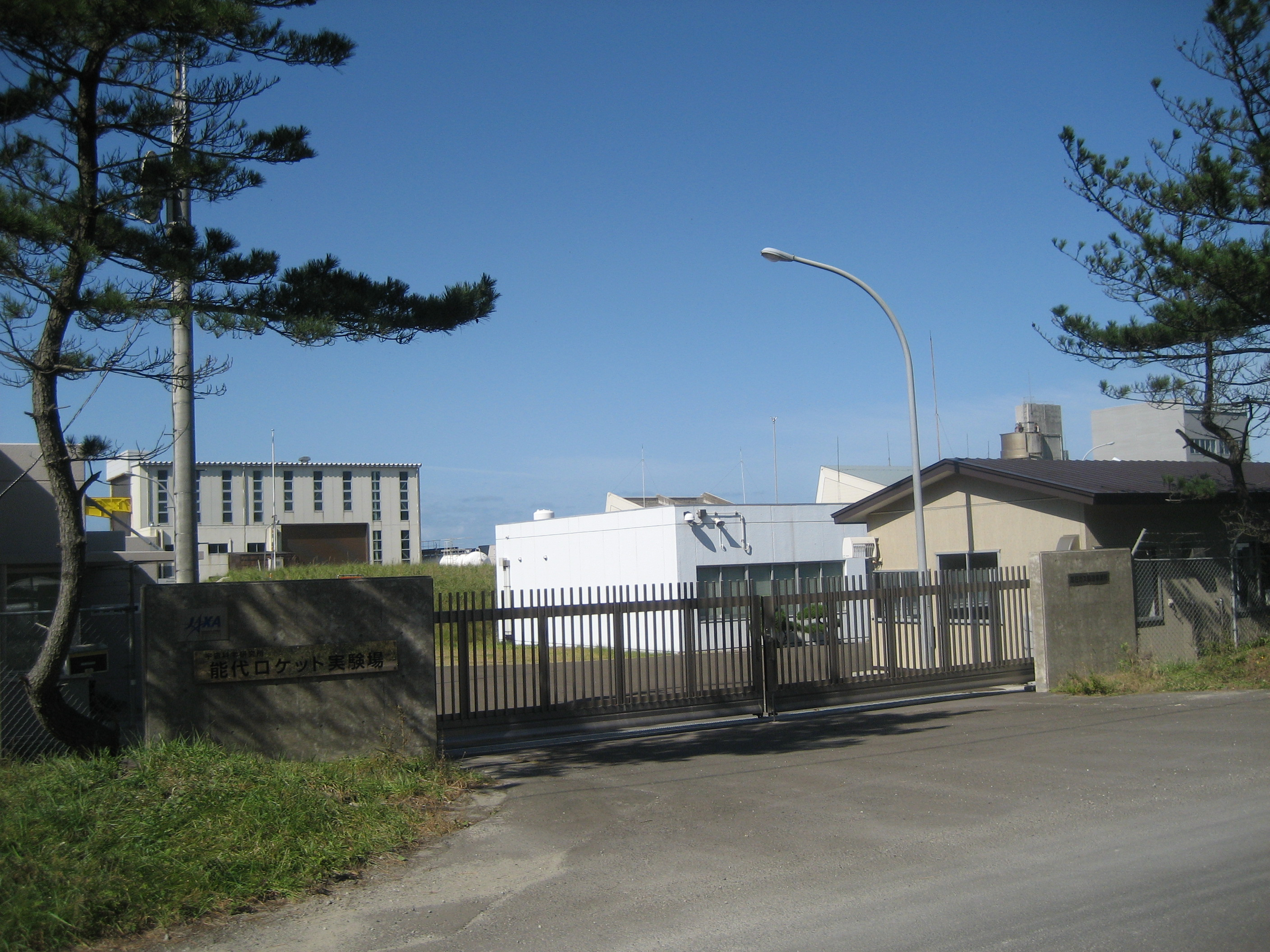
能代ロケット実験場

- 喜久水酒造地下貯蔵研究所（旧奥羽本線第一鶴形隧道、国の登録有形文化財）

### 警察
- 秋田県警察 能代警察署

### 消防
- 能代山本広域市町村圏組合消防本部
  - 能代消防署
    - 東能代出張所
    - 西能代出張所
    - 向能代出張所

  - 二ツ井消防署

### 医療機関
- 能代厚生医療センター（秋田県厚生農業協同組合連合会）
- 能代山本医師会病院（能代山本医師会）
- 地域医療機能推進機構秋田病院（独立行政法人地域医療機能推進機構）

### マスコミ
- NHK秋田放送局能代支局
- 北羽新報

### 郵便局
- 能代郵便局（集配局・ゆうゆう窓口設置局）
- 常盤郵便局（集配局）
- 東能代郵便局（集配局）
- 二ツ井郵便局（集配局）

- 向能代郵便局
- 鶴形郵便局
- 浅内郵便局
- 能代住吉町郵便局
- 能代駅前郵便局

- 能代出戸郵便局
- 能代風の松原郵便局
- 響郵便局
- 富根郵便局
- 種梅郵便局

- 檜山簡易郵便局
- 坊ヶ崎簡易郵便局
- 田子向簡易郵便局
- 切石簡易郵便局

### 大型商業施設

能代ショッピングセンター

- ショッピングタウンアクロス能代（いとく能代ショッピングセンターなどを核とするオープンモール型商業施設）
- 能代ショッピングセンター（イオン能代店と北都銀行能代支店の複合施設）
- フレスポ能代（オープンモール型商業施設）
- イオンタウン能代（大型ショッピングセンター）

かつてあった大型店
- 能代サティ

### 観光
能代市では、市内の二ツ井町を中心として『恋文のまち』をテーマにした観光スポットきみまち阪、恋文商店街や、パワースポットといわれる七座山、その他にも多数の神社・寺院や自然の魅力を有している。

#### 観光への取り組み
1881年（明治14年）、東北巡幸中に二ツ井町を訪れた明治天皇のもとへ届いた皇后からの手紙が由来で『恋文のまち』としても知られる二ツ井町では1996年（平成6年）から10年間『きみまち恋文全国コンテスト』を開催し、恋文をテーマにしたまちづくりが進められてきた。2015年（平成27年）には、恋文のまちをテーマにした『きみ恋カフェ』なども期間限定で設置されている。

#### 名所・旧跡・観光スポット・祭事・催事
自然・公園

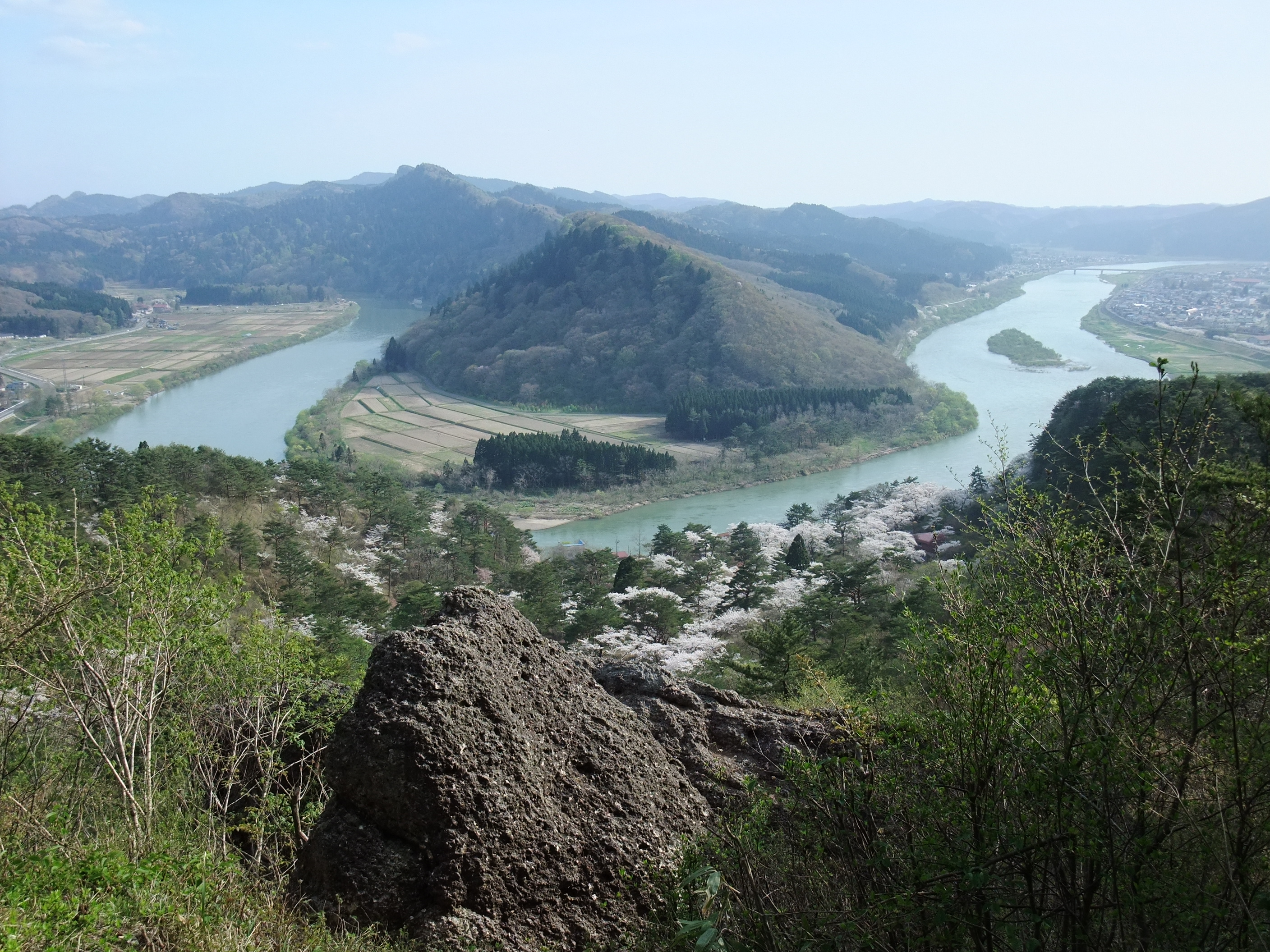
きみまち阪と七座山

- 風の松原（かおり風景100選・日本の音風景100選・日本の白砂青松100選）
- 能代海水浴場（落合浜）
- 能代公園
- 小友沼安らぎとふれあいの交流広場
- 毘沙門憩の森
- きみまち阪
- きみまち杉（森の巨人たち百選）

名所・旧跡・観光スポット
- はまなす画廊
- 能代温泉
- 船沢温泉
- 旧料亭金勇
- 能代バスケミュージアム
- 能代エナジアムパーク

神社・寺
- 七座神社
- 八幡神社（逆さ松）
- 日吉神社
- 高岩神社（裸参り・旧暦1月15日）
- 杉沢熊野神社
- 釣潟神社
- 檜山神社・古四王神社
- 浄明寺
- 長慶寺
- 龍泉寺
- 多宝院

遺跡・史跡
- 杉沢台遺跡（史跡）
- 国清寺跡
- 檜山安東氏城館跡
- 檜山追分旧羽州街道松並木
- 鴨巣一里塚

祭事・催事
- 能代の花火
- のしろみなとまつり
- 能代宇宙イベント

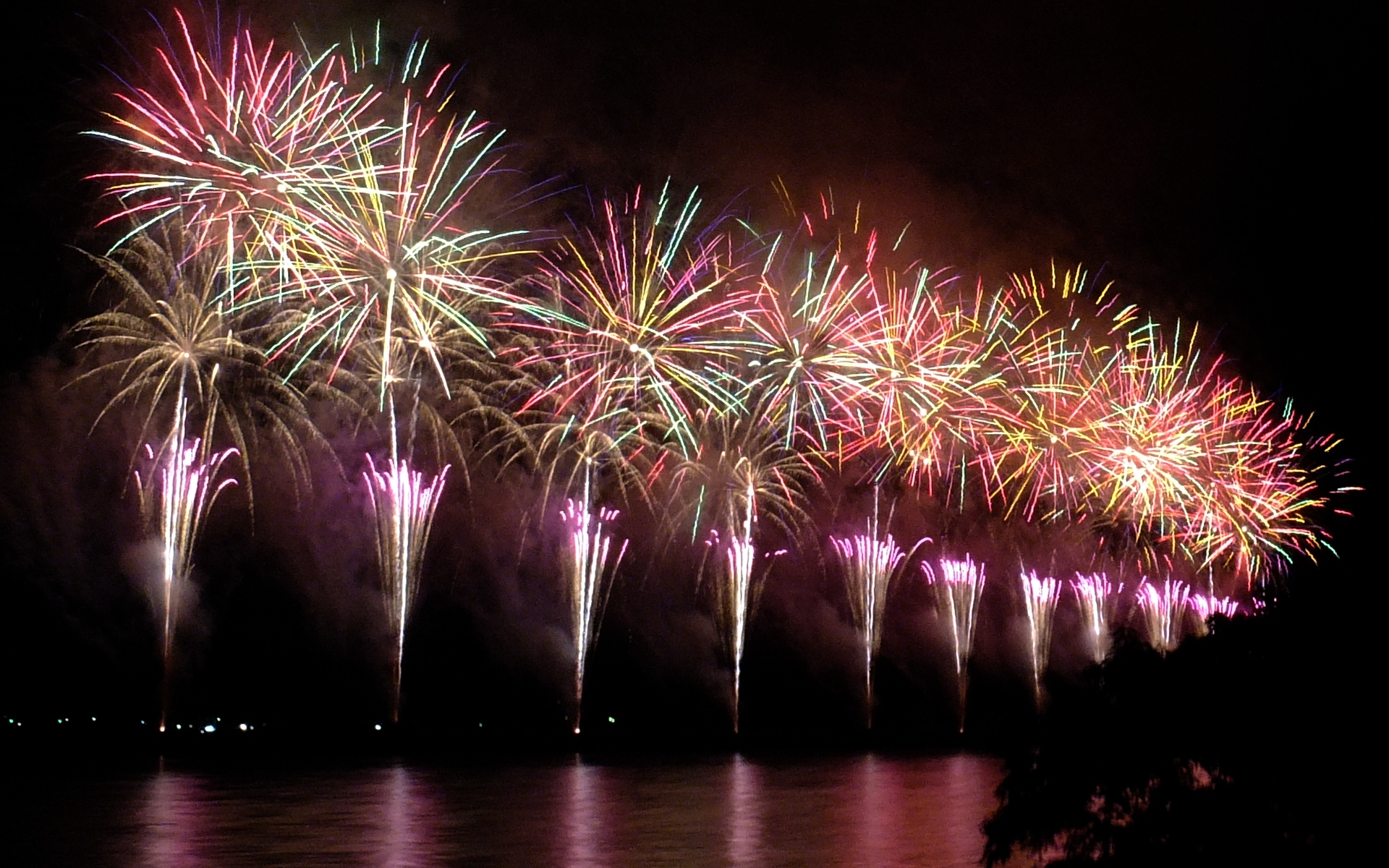
能代の花火

- 能代役七夕（能代ねぶながし）（8月6日・7日）
  - 子供七夕（後継者不足のため、2024年を最後に無くなる予定）
  - 天空の不夜城
- おなごりフェスティバル（中止）
- 能代CUP（高校選抜バスケットボール大会）
- 嫁見祭
- 能代ミュージカル
- 能代たこ揚げ大会
- 浅内ナゴメハギ
- 日吉神社祭典

### 発電所
- 能代火力発電所
- 能代風力発電所
- 洋上風力発電所（名称未定） - 能代市などの沖合は、国により洋上風力発電の整備を優先的に進める促進区域に指定されている。2021年には三菱商事と中部電力の子会社などの共同事業体が事業者になることが決定しており、今後、風車の設置が進められ、2028年以降に発電が開始される見込み[6]。

## 交通

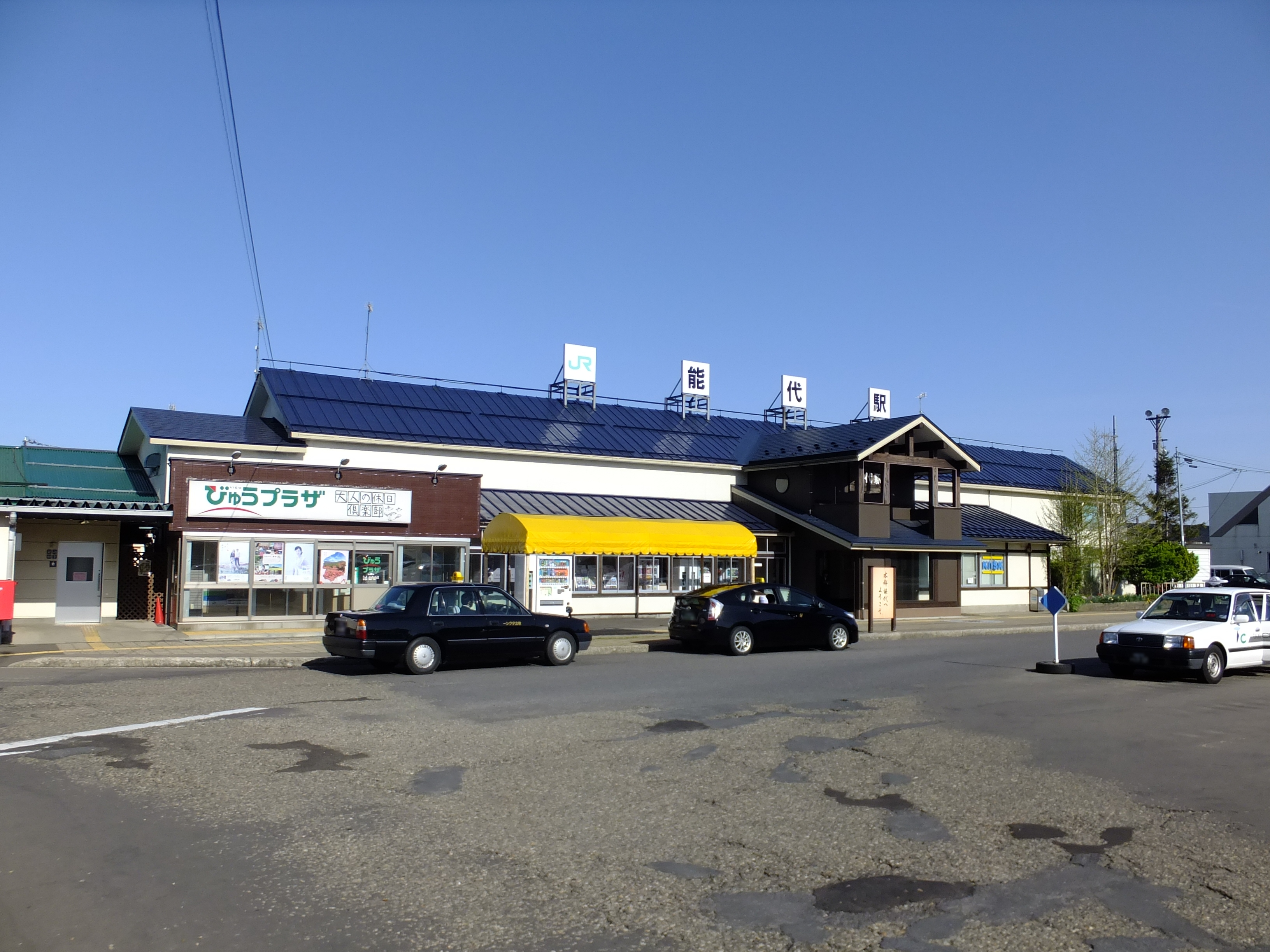
能代駅

### 鉄道
東日本旅客鉄道（JR東日本）
- 奥羽本線
  - 東能代駅 - 鶴形駅 - 富根駅 - 二ツ井駅
- 五能線
  - 東能代駅 - 能代駅 - 向能代駅 - 北能代駅 - 鳥形駅

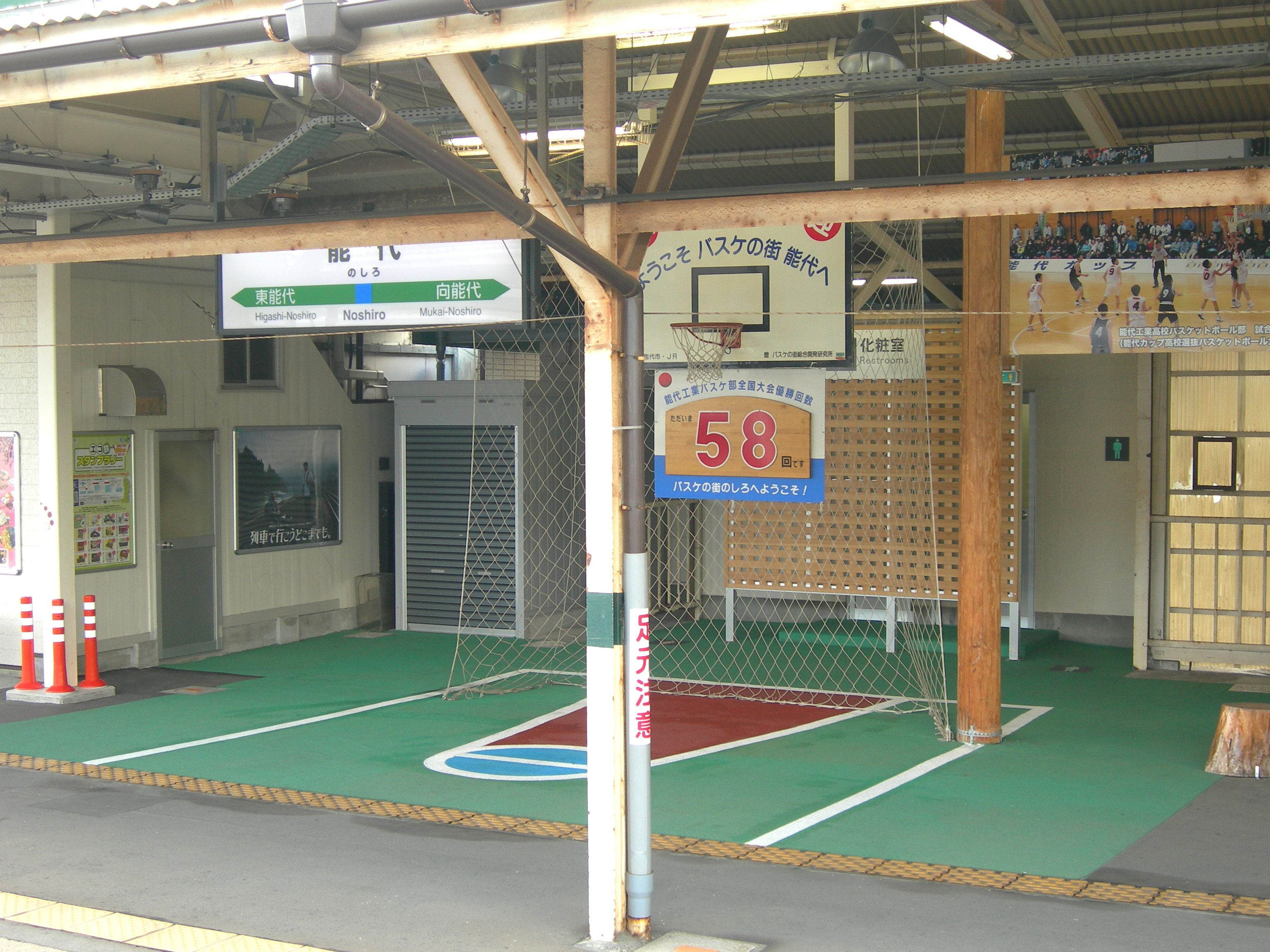
能代駅ホームにあるバスケットゴール。能代はバスケの町として知られている

- 中心となる駅：能代駅

### 道路
- 高速道路
  - E7 秋田自動車道（国道7号琴丘能代道路）：能代南IC、能代東IC、二ツ井白神IC
  - E7 日本海沿岸東北自動車道（一般国道7号二ツ井バイパス区間）：基本計画
  - 日本海沿岸東北自動車道 二ツ井今泉道路（未開通）：2012年度事業化
- 一般国道
  - 国道7号：道の駅ふたつい
    - 二ツ井バイパス

  - 国道101号
- 主要地方道
  - 秋田県道3号二ツ井森吉線
  - 秋田県道4号能代五城目線
  - 秋田県道63号常盤峰浜線
  - 秋田県道64号能代二ツ井線
- 一般県道
  - 秋田県道143号石川向能代線
  - 秋田県道150号東能代停車場線
  - 秋田県道202号小滝二ツ井線
  - 秋田県道203号高屋敷茶屋下線
  - 秋田県道205号富根能代線
  - 秋田県道206号山谷富根停車場線
  - 秋田県道209号塙川能代線
  - 秋田県道210号金光寺能代線
  - 秋田県道294号仙ノ台桧山線
  - 秋田県道314号濁川上岩川線
  - 秋田県道317号西目屋二ツ井線
  - 秋田県道322号きみまち阪公園素波里湖線

### バス

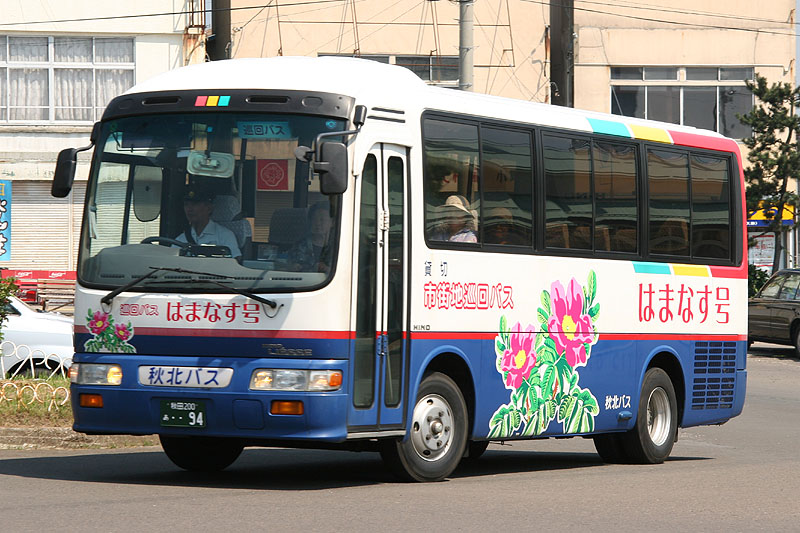
能代市巡回バス
市街地巡回バス「はまなす号」

#### 路線バス
- 秋北バス

#### コミュニティバス
- 能代市巡回バス - 秋北バス能代営業所が運行受託[7]。
  - 市街地巡回バス「はまなす号」[7][8]
  - 向能代・落合地区巡回バス「しののめ号」[7][9]
- 二ツ井コミュニティバス - 第一観光バスが受託（旧二ツ井町域の廃止代替バス）
- 能代駅前 - 東能代地区連絡コミュニティバス「ではるん」 - 秋北タクシー能代営業所が運行受託[10]。

#### 高速バス
秋北バスによる運行。
- ジュピター号：大宮・池袋行き
- 能代 - 秋田線：秋田行き（秋田中央交通と共同運行）

### 乗合タクシー
- 大館能代空港ゆき（秋北タクシー）
  - 2011年6月30日まではリムジンバスだった[11]。

### 港湾

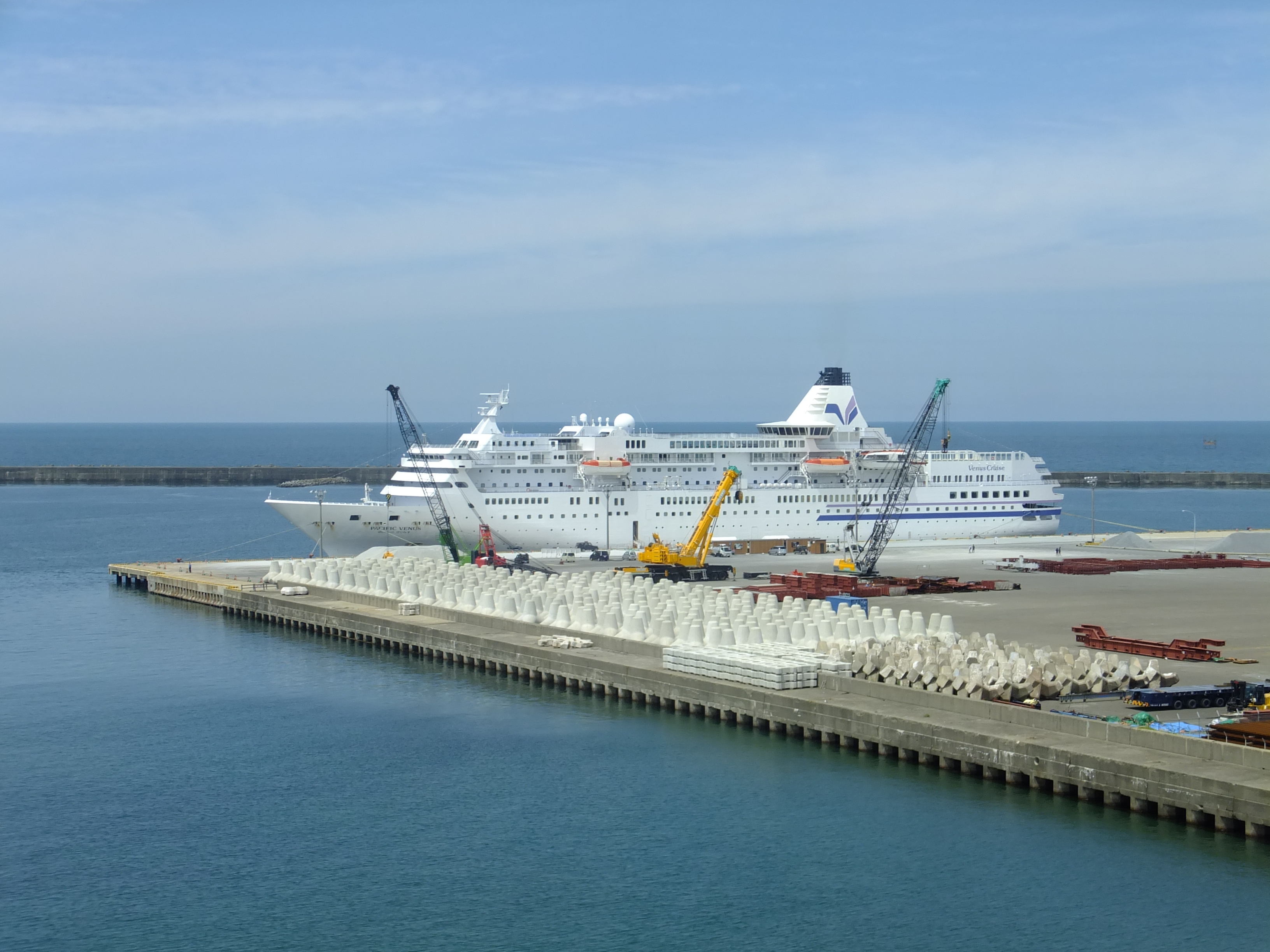
能代港

- 能代港

### 空港
- 大館能代空港（北秋田市） - 1998年開港。
- 秋田空港（秋田市雄和）

## 金融機関
- 秋田銀行（指定金融機関） 
  - 能代支店
  - 能代南支店（能代ローンプラザ・能代ほけんプラザ）
  - 二ツ井支店
- 北都銀行
  - 能代支店（山本支店・能代駅前支店・二ツ井支店・三種支店）
- 羽後信用金庫
  - 能代支店・能代南支店
  - 二ツ井支店
- 秋田県信用組合
  - 能代支店
- あきた白神農業協同組合
  - 本店
  - 二ツ井支店
  - のしろ北支店
- 青森みちのく銀行
  - 能代支店・能代中央支店
- 東北労働金庫
  - 能代支店

## 著名な出身者
- 岸部陞 - 初代北秋田市長、北秋中央病院名誉院長
- 小野喬 - 体操選手
- 佐藤嘉尚 - 作家、編集者
- 島田五空 - 俳人
- 田所哲太郎 - 生物化学の研究者
- 野呂田芳成 - 元農林水産大臣、元防衛庁長官、元政治家
- 松野ちか - 体操選手
- 大ノ浦一廣 - 1950年代半ばに活躍した大相撲力士、最高位は前頭16枚目
- 山田久志 - 元プロ野球選手。アンダースロー投手としては歴代最多勝利。
- まるさん（菅原博文） - 実業家・元ローカルタレント・元秋田市議会議員・元秋田県議会議員
- 浅野真澄 - 声優、童話作家
- 菅原貞敬 - 元バレーボール選手、ケニアバレーボール女子代表監督
- 活性戦隊ガンバルジャー（能代市を中心に秋田県内で活躍しているローカルヒーロー）
- 元祖爆笑王 - 放送作家
- 藤田ゆうみん - ラジオパーソナリティ
- 櫻田彩子 - フリーアナウンサー / エコアナウンサー
- 石井秀生 - （能代工ではなく）能代市の出身としては初のプロのバスケットボール選手
- 小嵐九八郎 - 小説家
- 宮腰義勝 - 漫画家
- 大坂志郎 - 俳優
- 小野秀二 - 元バスケットボール選手、アースフレンズ東京Zのヘッド・コーチ
- 後藤隆幸 - アニメーター
- 八木隆一郎 - 脚本家
- 齋藤裕 - 格闘家 初代RIZINフェザー級王者

### ゆかりのある人物
- D.O（ヒップホップグループ練マザファッカーの元リーダー） - 母親の地元が能代市である。

## 特別住民
- 能代丸 - 石炭運搬船。船籍港が能代港になったことを記念し特別住民票が発行された。